# Neoterebra jacquelinae
Neoterebra jacquelinae é uma espécie de gastrópode do gênero Neoterebra, pertencente a família Terebridae.